# Offensief in Hama
Het offensief in Hama (2014) was een offensief van Syrische rebellen tegen het regeringsleger, als onderdeel van de Syrische Burgeroorlog. De strijd werd uitgevochten in de centraal gelegen provincie Hama.

## Voorgeschiedenis
Al in 2012 hadden gewapende rebellen dorpen en stadjes in Hama bezet. Het regeringsleger had echter de controle behouden over de belangrijkste steden, bases en wegen in het gebied. In het voorjaar van 2014 waren de rebellen begonnen met het aanvoeren van versterkingen naar het gebied. Het doel van de operaties werd het veroveren van het militaire vliegveld van Hama, de voornaamste positie van het regeringsleger in het gebied. Bovendien wilden de rebellen de controle krijgen over de stad Hama, waar veel mensen tegen de regering waren.

## Rebellenoffensief
In juli begonnen Syrische rebellen met aanvallen op controleposten van het regeringsleger rondom Hama. De aanval was bedoeld om de controle te krijgen over het militaire vliegveld van Hama. Dit vliegveld werd gebruikt om bombardementen uit te voeren op gebieden die in handen waren van de opstandelingen. Na twee weken van strijd konden de rebellen de militaire basis nabij Khitab bestormen, waar ze veel wapens buitmaakten. Hierna viel het omliggende gebied in hun handen. Regeringstroepen begonnen ondertussen versterkingen aan te voeren en aanvallen uit te voeren, onder andere met vliegtuigen en tanks. De rebellen waren er nog niet in geslaagd om het vliegveld of Hama zelf in handen te krijgen, maar beschoten beide doelen wel met zware wapens. De strijd vond plaats aan de noordelijke rand van de stad.
Eind augustus trokken de rebellen de stad Halfayah binnen. De nabijgelegen christelijke stad Mhardeh werd bestormd, maar niet geheel veroverd. Rebellen slaagden er tevens in om de weg tussen Hama en de kust te blokkeren en veroverden ook rondom de stad Morek meer grondgebied. Het regeringsleger ondertussen richtte ten zuiden van Hama een nieuwe vliegstrook in, omdat het militaire vliegveld onder zwaar raketvuur van de rebellen kwam te liggen. In Hama zelf bleef de regering wel in volledige controle. 